# Christian Jourquin
Pour les articles homonymes, voir Jourquin.
Christian Jourquin, né le 27 juin 1948 à Saint-Josse-ten-Noode, est un dirigeant d'entreprise belge spécialiste de l'industrie chimique, président du comité exécutif du groupe Solvay de 2006 à 2012.

## Carrière
Christian Jourquin est attaché à la direction financière du groupe chimique Solvay en Italie (1971) et en Suisse (1975) puis attaché au secrétariat général de Solvay S.A. en Belgique (1977).
Il devient directeur (1980) puis directeur général (1983) de Solvay Duphar B.V. aux Pays-Bas, avant de prendre les fonctions de directeur général de Solvay S.A. pour l'Espagne et le Portugal (1990).
Il est nommé directeur général du secteur Peroxydés et membre du comité exécutif de Solvay S.A. (1996), directeur général du secteur Chimie (2000) puis administrateur (2005) de Solvay S.A. en Belgique.
Il est enfin promu président du comité exécutif de Solvay (mai 2006-mai 2012). À la direction de Solvay, il réalise deux opérations stratégiques d'envergure pour recentrer le groupe sur le secteur chimique : la cession de la branche Pharma au groupe américain Abbott (2009) et l'acquisition du groupe chimique français Rhodia (2011). 
À son départ à la retraite en mai 2012, après 40 ans d'exercice chez Solvay, il est remplacé à la direction du groupe par le Français Jean-Pierre Clamadieu.

## Autres mandats
- Membre du Gouverning Council (2000-2004).
- Membre du World Chlorine Council (2000-2005).
- Membre du bureau (2006-2012) et président (2008-2010) du Conseil Européen de l'Industrie Chimique.
- Président du Conseil International des Associations de la Chimie (ICCA) (2008-2010).
- Membre du Comité stratégique de HEC-École de gestion de l'Université de Liège.
- Membre du Conseil des Amis de Bordet.
- Membre de l’Académie royale des sciences, des lettres et des beaux-arts de Belgique (2009).

## Diplômes
- Ingénieur commercial de la Solvay Brussels School of Economics and Management.
- International senior management program de la Harvard Business School[2] (1992).

## Décorations
- Officier du Mérite wallon (O.M.W.) (2012)[3].
- Officier de la Légion d'honneur (2015)[4].